# Run for Cover (The Killers)
Run for Cover is een nummer van de Amerikaanse rockband The Killers uit 2017. Het is de tweede single van hun vijfde studioalbum Wonderful Wonderful.
Het nummer was toen volgens zanger Brandon Flowers al acht jaar oud. Het werd oorspronkelijk geschreven om op het album Day & Age te staan, het derde album van The Killers. "Ik kreeg de tekst nooit helemaal helder, maar ik denk dat die dat nu wél is", aldus Flowers. "Run for Cover" bevat een interpolatie uit de Redemption Song van Bob Marley. Het nummer haalde de 20e positie in de Amerikaanse alternatieve lijst van Billboard. In Nederland haalde het nummer geen hitlijsten, terwijl het in Vlaanderen de 6e positie in de Tipparade bereikte.